# رئيس إيسلندا
رئيس أيسلندا (Forseti Íslands) هو رئيس الدولة في أيسلندا. الرئيسة الحالية هي هالا توماسدوتير، التي فازت في الانتخابات الرئاسية لعام 2024.
يتم انتخاب الرئيس لفترة ولاية مدتها أربع سنوات عن طريق التصويت الشعبي، ولا يوجد حد لفترات الولاية، وله صلاحيات محدودة.
تاريخيًا، بينما كانت الانتخابات للفترة الأولى غالبًا ما تكون شديدة التنافس، فإن الرئيس الحالي الذي يقرر الترشح مرة أخرى عادة ما يترشح دون منافسة، أو يفوز بإعادة الانتخاب بأغلبية ساحقة من الأصوات عندما يكون هناك منافسة. كانت انتخابات عام 2012 استثناءً ملحوظًا لهذا، حيث فاز الرئيس الحالي أولافور راغنار غريمسون بنسبة 52.78% فقط من الأصوات.
كانت أيسلندا أول دولة في العالم يكون لديها رئيسة دولة منتخبة عندما تولت فيغديس فينبوجادوتير منصب الرئاسة في 1 أغسطس 1980.
يقع المقر الرئاسي في بيساستادير في غارذابير، بالقرب من العاصمة ريكيافيك.

## الأصل
عندما أصبحت أيسلندا جمهورية في عام 1944 من خلال إقرار دستور جديد، تم ببساطة استبدال منصب ملك أيسلندا بمنصب رئيس أيسلندا. نصت مادة انتقالية في الدستور الجديد على أن يتم انتخاب الرئيس الأول من قبل البرلمان.

### أصل الكلمة
كلمة "رئيس" في اللغة الأيسلندية هي "فورسيتي". كلمة "فورسيتي" تعني "الشخص الذي يجلس في المقدمة" (sá sem fremst situr) في اللغة النوردية القديمة/الأيسلندية أو حرفيًا "الجالس في المقدمة". إنه اسم أحد آلهة الإيسير، إله العدل والمصالحة في الأساطير النوردية. يتم تحديده عادة مع فوسيت، إله الفريزيين.

## الصلاحيات والواجبات

### الصلاحيات التنفيذية

#### مجلس الوزراء
يعين الرئيس وزراء مجلس وزراء أيسلندا، ويحدد عددهم وتوزيع المهام. لا يمكن للوزراء الاستقالة ويجب أن يتم إعفاؤهم من قبل الرئيس. يتم تفويض الوزراء بصلاحيات الرئيس التنفيذية وهم مسؤولون بشكل كامل عن أفعالهم.
في أعقاب الانتخابات العامة، يكون للئيس دور في تعيين زعيم حزب (الشخص الذي يعتبره الرئيس الأكثر قدرة على تشكيل حكومة ائتلافية بأغلبية) لبدء المفاوضات الرسمية لتشكيل حكومة. لعب سفين بيورنسون وآسغير آسغيرسون أدوارًا نشطة للغاية في تشكيل الحكومات، محاولين تشكيل حكومات تناسب تفضيلاتهم السياسية، بينما كان كريستيان إلديارن وفيغديس فينبوجادوتير سلبيين ومحايدين فيما يتعلق بالأفراد والأحزاب التي تشكل الحكومة.

#### مجلس الدولة
يجتمع الرئيس ومجلس الوزراء في مجلس الدولة. يجب أن يُعلم مجلس الوزراء الرئيس بمسائل الدولة الهامة ومشاريع القوانين. خلال الاجتماعات، يمكن لمجلس الوزراء أيضًا اقتراح عقد أو تأجيل أو حل البرلمان.

#### الملاحقة القضائية والعفو
يمكن للرئيس أن يقرر وقف الملاحقة القضائية في قضية ما ويمكنه أيضًا منح العفو والعفو العام.

### الصلاحيات التشريعية
تنص المادة 2 من الدستور على أن الرئيس والبرلمان يمارسان السلطة التشريعية بشكل مشترك. يوقع الرئيس على القوانين التي يقرها البرلمان ليصبح قانونًا ويمكنه اختيار عدم التوقيع عليها، مما يعتبر في الواقع استخدام حق النقض (الفيتو). القوانين التي يستخدم الرئيس حق النقض ضدها لا تزال سارية المفعول، إذا لم يسحبها البرلمان، ولكن يجب تأكيدها في استفتاء. أولافور راغنار غريمسون (الذي خدم من 1996 إلى 2016) هو الرئيس الوحيد الذي استخدم حق النقض ضد تشريعات البرلمان، حيث فعل ذلك ثلاث مرات فقط (2004، 2010، 2011). كان من المفترض أن تُستخدم هذه الصلاحية فقط في ظروف استثنائية للغاية.
لدى الرئيس سلطة تقديم مشاريع قوانين وقرارات إلى البرلمان والتي يجب أن يأخذها البرلمان في الاعتبار. إذا لم يكن البرلمان في جلسة، يمكن للرئيس إصدار قوانين مؤقتة يجب أن تتفق مع الدستور. تصبح القوانين المؤقتة لاغية إذا لم يؤكدها البرلمان عند انعقاده. لم يقدم أي رئيس حتى الآن مشاريع قوانين أو قرارات، ولم يصدر قوانين مؤقتة.
تنص المادة 30 من الدستور على أن الرئيس يمكنه منح استثناءات من القوانين. لم يمارس أي رئيس حتى الآن هذه السلطة.

#### البرلمان
يدعو الرئيس البرلمان للانعقاد بعد الانتخابات العامة ويحله رسميًا. يمكنه تأجيل جلساته مؤقتًا ونقلها إذا رأى ذلك ضروريًا. علاوة على ذلك، يفتتح الرئيس جميع الجلسات العادية للبرلمان كل عام.

### الواجبات الاحتفالية
الرئيس هو السيد الأكبر لوسام الصقر.

## الصلاحيات التفصيلية
المصدر:
| المادة في الدستور | الصلاحية |
| ----------------- | --- |
| المادة 15         | يعين الرئيس الوزراء ويعفيهم من مناصبهم. يحدد عددهم ومهامهم. |
| المادة 19         | توقيع الرئيس يصدق على قانون تشريعي أو إجراء حكومي عندما يتم توقيعه من قبل وزير. |
| المادة 21         | يوقع رئيس الجمهورية المعاهدات مع الدول الأخرى. لا يمكنه إبرام مثل هذه المعاهدات إذا كانت تنطوي على تنازل عن أراضي أو مياه إقليمية، أو إذا كانت تتطلب تغييرات في نظام الدولة، إلا إذا وافق البرلمان. |
| المادة 23         | يمكن لرئيس الجمهورية تأجيل جلسات البرلمان لفترة محدودة، ولكن لا تتجاوز أسبوعين ولا أكثر من مرة واحدة في السنة. يمكن للبرلمان، مع ذلك، تفويض الرئيس للانحراف عن هذا الشرط. إذا تم تأجيل جلسات البرلمان، يمكن لرئيس الجمهورية مع ذلك دعوة البرلمان للانعقاد إذا رأى ذلك ضروريًا. علاوة على ذلك، يجب على الرئيس القيام بذلك عند طلب أغلبية أعضاء البرلمان.                      |
| المادة 24         | يمكن لرئيس الجمهورية حل البرلمان. يجب إجراء انتخابات جديدة في غضون 45 يومًا من الإعلان عن الحل. يجب أن ينعقد البرلمان في موعد لا يتجاوز عشرة أسابيع بعد حله. يحتفظ أعضاء البرلمان بصلاحياتهم حتى يوم الانتخابات. |
| المادة 25         | يمكن لرئيس الجمهورية تقديم مشاريع قوانين ومسودات قرارات إلى البرلمان. |
| المادة 26         | إذا أقر البرلمان مشروع قانون، يجب تقديمه إلى رئيس الجمهورية للتأكيد في موعد لا يتجاوز أسبوعين بعد إقراره. هذا التأكيد يمنحه قوة القانون. إذا رفض الرئيس مشروع القانون، فإنه يظل ساري المفعول ولكن يجب، في أقرب وقت ممكن، تقديمه للتصويت السري من قبل جميع المؤهلين للتصويت، للموافقة أو الرفض. يصبح القانون لاغيًا إذا تم رفضه، ولكن يظل ساري المفعول إذا تمت الموافقة عليه. |
| المادة 28         | في حالات الطوارئ، يمكن للرئيس إصدار قوانين مؤقتة عندما لا يكون البرلمان في جلسة. ومع ذلك، يجب ألا تتعارض هذه القوانين مع الدستور. يجب دائمًا تقديمها إلى البرلمان بمجرد انعقاده. إذا لم يوافق البرلمان على قانون مؤقت، أو إذا لم يكمل النظر فيه في غضون ستة أسابيع بعد انعقاده، يصبح القانون لاغيًا.                                                                          |
| المادة 29         | يمكن للرئيس أن يقرر وقف الملاحقة القضائية في قضية ما إذا كانت هناك أسباب قوية لذلك. يمنح الرئيس العفو والعفو العام. ومع ذلك، لا يمكنه إعفاء وزير من الملاحقة القضائية أو من عقوبة فرضتها محكمة الاتهام، إلا إذا وافق البرلمان. |
| المادة 30         | يمكن للرئيس، أو السلطات الحكومية الأخرى التي يفوضها الرئيس، منح استثناءات من القوانين وفقًا للممارسة المعتادة. |

## التعويض
يتلقى الرئيس راتبًا شهريًا قدره 2,480,341 كرونة أيسلندية. تنص المادة 9 من الدستور على أنه لا يمكن تخفيض الراتب للرئيس الحالي.

## المقر
تنص المادة 12 من الدستور على أن الرئيس يجب أن يقيم في أو بالقرب من ريكيافيك. منذ إنشائه، كان المقر الرسمي للرئيس هو بيساستادير الذي يقع في آلفتانيس.

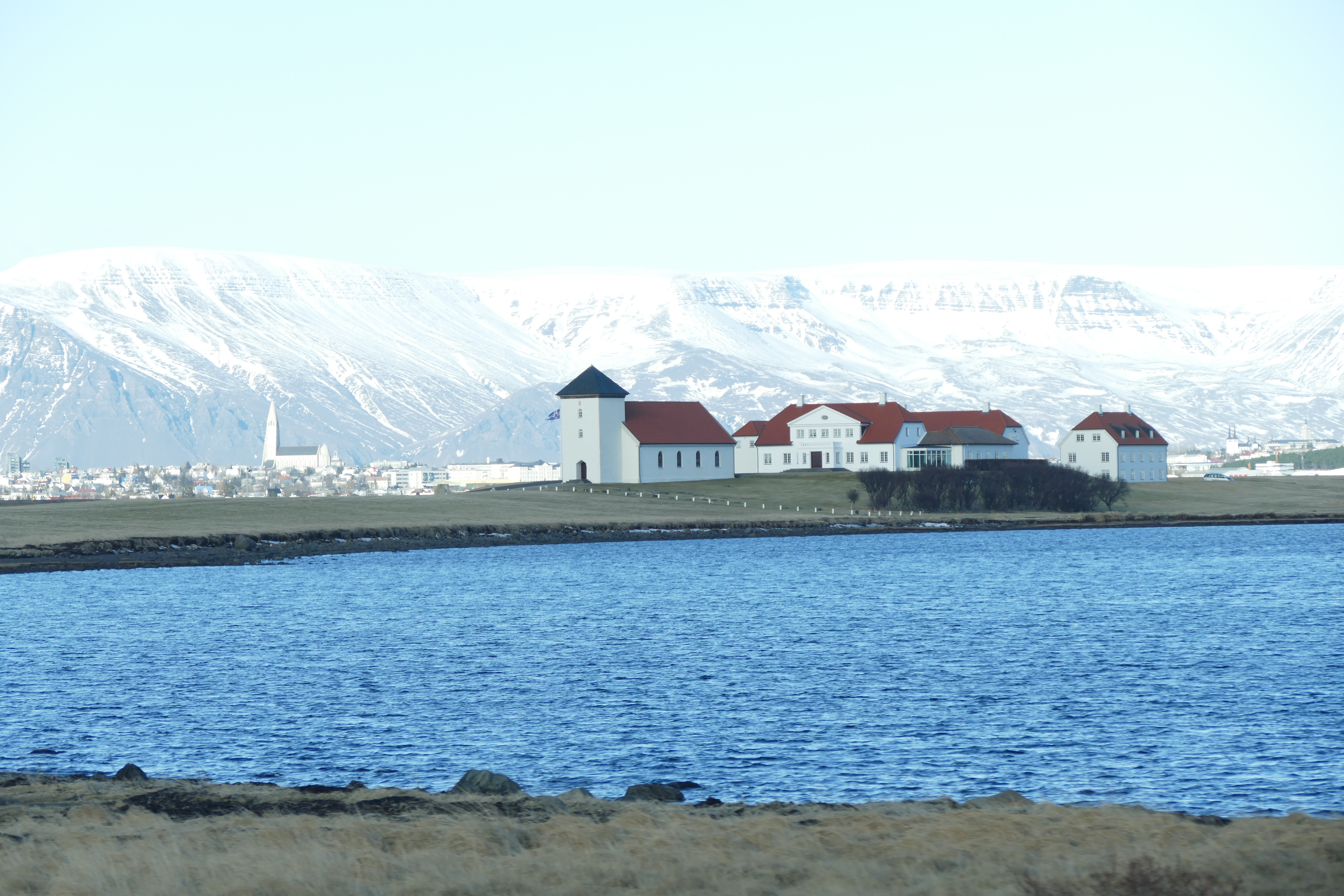
بيساستادير مع ريكيافيك في الخلفية

## الأهلية
تحدد المواد 4 و5 من الدستور المؤهلات التالية لتولي منصب الرئاسة:
- استيفاء المؤهلات المحددة لأعضاء البرلمان.
- أن يكون عمره 35 عامًا على الأقل.
- الحصول على 1500 توصية على الأقل.

## التعاقب
تنص المواد 7 و8 من الدستور على أنه عندما يموت الرئيس أو يستقيل أو يكون غير قادر على أداء واجباته، مثل عندما يكون في الخارج أو مريضًا، يتولى رئيس الوزراء، ورئيس البرلمان، ورئيس المحكمة العليا بشكل جماعي سلطات المنصب حتى يتمكن الرئيس من استئناف واجباته أو يتم انتخاب رئيس جديد. يتم عقد اجتماعاتهم برئاسة رئيس البرلمان حيث يصوتون على أي قرار رئاسي.
يحدث ما سبق أيضًا كفترة انتقالية بين انتهاء فترة الرئيس السابق في منتصف ليل 1 أغسطس وتنصيب خليفته.
إذا أصبح منصب الرئيس شاغرًا بسبب الوفاة أو الاستقالة، يتم انتخاب رئيس جديد من قبل الجمهور لفترة ولاية مدتها أربع سنوات تنتهي في 1 أغسطس من السنة الرابعة بعد الانتخابات. يظل سفين بيورنسون الرئيس الوحيد الذي توفي أثناء توليه المنصب في عام 1952، مما أدى إلى إجراء انتخابات رئاسية قبل عام من الموعد المحدد.

## الإقالة
تنص المادة 11 من الدستور على عملية إقالة الرئيس من منصبه. تنص على أن الرئيس لا يتحمل مسؤولية أفعال حكومته ولا يمكن ملاحقته قضائيًا دون موافقة البرلمان. يجب أن يوافق استفتاء يتم بدءه من قبل البرلمان بدعم 3/4 على إقالته. بمجرد أن يوافق البرلمان على الاستفتاء، يجب على الرئيس التنحي مؤقتًا حتى يتم معرفة نتائج الاستفتاء. يجب عقد الاستفتاء في غضون شهرين من التصويت، وإذا رفض الشعب الإقالة، فيجب حل البرلمان على الفور وإجراء انتخابات عامة جديدة.
لم تحدث إقالة من المنصب منذ تأسيس الجمهورية.

## القائمة
كان هناك سبعة رؤساء منذ تأسيس الجمهورية.
الفترة: 1 تم تعيينه · 2 توفي أثناء توليه المنصب · 3 غير متنافسة
| الرقم | الرئيس | الرئيس                                 | تولى المنصب   | ترك المنصب     | المدة                                | الفترة    | رؤساء الوزراء |
| ----- | --- | -------------------------------------- | ------------- | -------------- | ------------------------------------ | --------- | --- |
| 1     | | سفين بيورنسون (1881–1952)              | 17 يونيو 1944 | 25 يناير 19522 | 7 سنوات، 7 أشهر، 8 أيام (2,778 يومًا) | 1 (1944)1 | بيورن ثورذارسون أولافور ثورس ستيفان يوهان ستيفانسون أولافور ثورس ستينغريمر ستينثورسون                                        |
| 1     | 2 (1945)3 | سفين بيورنسون (1881–1952)              | 17 يونيو 1944 | 25 يناير 19522 | 7 سنوات، 7 أشهر، 8 أيام (2,778 يومًا) |           | بيورن ثورذارسون أولافور ثورس ستيفان يوهان ستيفانسون أولافور ثورس ستينغريمر ستينثورسون                                        |
| 1     | 3 (1949)3 | سفين بيورنسون (1881–1952)              | 17 يونيو 1944 | 25 يناير 19522 | 7 سنوات، 7 أشهر، 8 أيام (2,778 يومًا) |           | بيورن ثورذارسون أولافور ثورس ستيفان يوهان ستيفانسون أولافور ثورس ستينغريمر ستينثورسون                                        |
| 1     | كان وصيًا على أيسلندا من 1941 إلى 1944، ثم أصبح أول رئيس لأيسلندا. في عام 1950، فكر في تشكيل حكومة لا تعتمد على دعم برلماني بعد أن وصل قادة الأحزاب البرلمانية إلى طريق مسدود. الرئيس الوحيد الذي توفي أثناء توليه المنصب؛ مما أدى إلى شغور المنصب، حيث تم تفويض صلاحيات المنصب دستوريًا بشكل مشترك إلى رئيس الوزراء (ستينغريمر ستينثورسون)، ورئيس البرلمان (يون بالماسون) ورئيس المحكمة العليا (يون آسبيورنسون). | سفين بيورنسون (1881–1952)              |               |                |                                      |           | |
| 2     | | آسغير آسغيرسون (1894–1972)             | 1 أغسطس 1952  | 31 يوليو 1968  | 16 سنة (5,844 يومًا)                  | 4 (1952)  | ستينغريمر ستينثورسون أولافور ثورس هيرمان يوناسون إميل يونسون أولافور ثورس بيارني بينيديكتسون أولافور ثورس بيارني بينيديكتسون |
| 2     | 5 (1956)3 | آسغير آسغيرسون (1894–1972)             | 1 أغسطس 1952  | 31 يوليو 1968  | 16 سنة (5,844 يومًا)                  |           | ستينغريمر ستينثورسون أولافور ثورس هيرمان يوناسون إميل يونسون أولافور ثورس بيارني بينيديكتسون أولافور ثورس بيارني بينيديكتسون |
| 2     | 6 (1960)3 | آسغير آسغيرسون (1894–1972)             | 1 أغسطس 1952  | 31 يوليو 1968  | 16 سنة (5,844 يومًا)                  |           | ستينغريمر ستينثورسون أولافور ثورس هيرمان يوناسون إميل يونسون أولافور ثورس بيارني بينيديكتسون أولافور ثورس بيارني بينيديكتسون |
| 2     | 7 (1964)3 | آسغير آسغيرسون (1894–1972)             | 1 أغسطس 1952  | 31 يوليو 1968  | 16 سنة (5,844 يومًا)                  |           | ستينغريمر ستينثورسون أولافور ثورس هيرمان يوناسون إميل يونسون أولافور ثورس بيارني بينيديكتسون أولافور ثورس بيارني بينيديكتسون |
| 2     | أول رئيس يتم انتخابه عن طريق التصويت الشعبي. | آسغير آسغيرسون (1894–1972)             |               |                |                                      |           | |
| 3     | | كريستيان إلديارن (1916–1982)           | 1 أغسطس 1968  | 31 يوليو 1980  | 12 سنة (4,383 يومًا)                  | 8 (1968)  | بيارني بينيديكتسون يوهان هافستين أولافور يوهانسون غير هالغريمسون أولافور يوهانسون بينيديكت سيغوردسون غروندال غونار ثورودسين  |
| 3     | 9 (1972)3 | كريستيان إلديارن (1916–1982)           | 1 أغسطس 1968  | 31 يوليو 1980  | 12 سنة (4,383 يومًا)                  |           | بيارني بينيديكتسون يوهان هافستين أولافور يوهانسون غير هالغريمسون أولافور يوهانسون بينيديكت سيغوردسون غروندال غونار ثورودسين  |
| 3     | 10 (1976)3 | كريستيان إلديارن (1916–1982)           | 1 أغسطس 1968  | 31 يوليو 1980  | 12 سنة (4,383 يومًا)                  |           | بيارني بينيديكتسون يوهان هافستين أولافور يوهانسون غير هالغريمسون أولافور يوهانسون بينيديكت سيغوردسون غروندال غونار ثورودسين  |
| 3     | في مرحلة ما، فكر في تشكيل حكومة لا تعتمد على دعم برلماني بعد أن وصل قادة الأحزاب البرلمانية إلى طريق مسدود. | كريستيان إلديارن (1916–1982)           |               |                |                                      |           | |
| 4     | | فيغديس فينبوجادوتير (مواليد 1930)      | 1 أغسطس 1980  | 31 يوليو 1996  | 16 سنة (5,844 يومًا)                  | 11 (1980) | غونار ثورودسين ستينغريمر هيرمانسون ثورستين بالسون ستينغريمر هيرمانسون دافيد أودسون                                           |
| 4     | 12 (1984)3 | فيغديس فينبوجادوتير (مواليد 1930)      | 1 أغسطس 1980  | 31 يوليو 1996  | 16 سنة (5,844 يومًا)                  |           | غونار ثورودسين ستينغريمر هيرمانسون ثورستين بالسون ستينغريمر هيرمانسون دافيد أودسون                                           |
| 4     | 13 (1988) | فيغديس فينبوجادوتير (مواليد 1930)      | 1 أغسطس 1980  | 31 يوليو 1996  | 16 سنة (5,844 يومًا)                  |           | غونار ثورودسين ستينغريمر هيرمانسون ثورستين بالسون ستينغريمر هيرمانسون دافيد أودسون                                           |
| 4     | 14 (1992)3 | فيغديس فينبوجادوتير (مواليد 1930)      | 1 أغسطس 1980  | 31 يوليو 1996  | 16 سنة (5,844 يومًا)                  |           | غونار ثورودسين ستينغريمر هيرمانسون ثورستين بالسون ستينغريمر هيرمانسون دافيد أودسون                                           |
| 4     | كانت أول رئيسة دولة منتخبة في العالم. فازت في فترة ولايتها الأولى بأقل نسبة تاريخية من الأصوات لانتخابات الفترة الأولى (33.79%) لكنها فازت بشكل ساحق في انتخابات فترة ولايتها الثالثة في عام 1988. | فيغديس فينبوجادوتير (مواليد 1930)      |               |                |                                      |           | |
| 5     | | أولافور راغنار غريمسون (مواليد 1943)   | 1 أغسطس 1996  | 31 يوليو 2016  | 20 سنة (7,305 يومًا)                  | 15 (1996) | دافيد أودسون هالدور آسغريمسون غير هاردي يوهانا سيغورذاردوتير سيغموندور دافيد غونلاوغسون سيغورذور إنغي يوهانسون               |
| 5     | 16 (2000)3 | أولافور راغنار غريمسون (مواليد 1943)   | 1 أغسطس 1996  | 31 يوليو 2016  | 20 سنة (7,305 يومًا)                  |           | دافيد أودسون هالدور آسغريمسون غير هاردي يوهانا سيغورذاردوتير سيغموندور دافيد غونلاوغسون سيغورذور إنغي يوهانسون               |
| 5     | 17 (2004) | أولافور راغنار غريمسون (مواليد 1943)   | 1 أغسطس 1996  | 31 يوليو 2016  | 20 سنة (7,305 يومًا)                  |           | دافيد أودسون هالدور آسغريمسون غير هاردي يوهانا سيغورذاردوتير سيغموندور دافيد غونلاوغسون سيغورذور إنغي يوهانسون               |
| 5     | 18 (2008)3 | أولافور راغنار غريمسون (مواليد 1943)   | 1 أغسطس 1996  | 31 يوليو 2016  | 20 سنة (7,305 يومًا)                  |           | دافيد أودسون هالدور آسغريمسون غير هاردي يوهانا سيغورذاردوتير سيغموندور دافيد غونلاوغسون سيغورذور إنغي يوهانسون               |
| 5     | 19 (2012) | أولافور راغنار غريمسون (مواليد 1943)   | 1 أغسطس 1996  | 31 يوليو 2016  | 20 سنة (7,305 يومًا)                  |           | دافيد أودسون هالدور آسغريمسون غير هاردي يوهانا سيغورذاردوتير سيغموندور دافيد غونلاوغسون سيغورذور إنغي يوهانسون               |
| 5     | أول من استخدم سلطة النقض الدستورية بموجب المادة 26 لرفض التوقيع على قانون من البرلمان. استخدمها مرة أخرى في مناسبتين. | أولافور راغنار غريمسون (مواليد 1943)   |               |                |                                      |           | |
| 6     | | غودني ثورلاكيوس يوهانسون (مواليد 1968) | 1 أغسطس 2016  | 31 يوليو 2024  | 8 سنوات (2,921 يومًا)                 | 20 (2016) | سيغورذور إنغي يوهانسون بيارني بينيديكتسون كاترين ياكوبسدوتير بيارني بينيديكتسون                                              |
| 6     | 21 (2020) | غودني ثورلاكيوس يوهانسون (مواليد 1968) | 1 أغسطس 2016  | 31 يوليو 2024  | 8 سنوات (2,921 يومًا)                 |           | سيغورذور إنغي يوهانسون بيارني بينيديكتسون كاترين ياكوبسدوتير بيارني بينيديكتسون                                              |
| 6     | فاز بشكل ساحق في انتخابات فترة ولايته الثانية في عام 2020. | غودني ثورلاكيوس يوهانسون (مواليد 1968) |               |                |                                      |           | |
| 7     | | هالا توماسدوتير (مواليد 1968)          | 1 أغسطس 2024  | شاغل المنصب    | 314 أيام                             | 22 (2024) | بيارني بينيديكتسون كريسترون فروستادوتير                                                                                      |
| 7     | فازت بأقل نسبة تاريخية ثانية من الأصوات لانتخابات الفترة الأولى (34.15%). كانت هذه محاولتها الثانية للترشح للرئاسة، حيث كانت المحاولة الأولى في عام 2016 وحلت فيها في المركز الثاني. | هالا توماسدوتير (مواليد 1968)          |               |                |                                      |           | |

## روابط خارجية
- الموقع الرسمي